# فرودگاه سدان‌کوله
فرودگاه سُدان‌کولَه (به انگلیسی: Sodankylä Airfield) (به زبان بومی: Sodankylän lentokenttä) یک فرودگاه با کد یاتا SOT است که یک باند فرود آسفالت دارد. این فرودگاه در کشور فنلاند قرار دارد .